# Raudonė (gmina Niemenczyn)
Raudonė (pol. hist. Czerwony Dwór) – wieś na Litwie, w okręgu wileńskim, w rejonie wileńskim, w gminie Niemenczyn, przy drodze krajowej 102.

## Historia
W dwudziestoleciu międzywojennym część Czerwonego Dworu. Leżała wówczas w Polsce, w województwie wileńskim, w powiecie wileńsko-trockim, w gminie Niemenczyn.
Po II wojnie światowej w granicach Związku Sowieckiego. Od 1991 na niepodległej Litwie.